# Tajvan a 2013-as úszó-világbajnokságon
Tajvan öt sportolóval vett részt a 2013-as úszó-világbajnokságon, akik két sportágban indultak.
Női
| Versenyző(k)  | Verseny           | Selejtező | Selejtező | Elődöntő          | Elődöntő          | Döntő             | Döntő             |
| Versenyző(k)  | Verseny           | Pont      | Helyezés  | Pont              | Helyezés          | Pont              | Helyezés          |
| ------------- | ----------------- | --------- | --------- | ----------------- | ----------------- | ----------------- | ----------------- |
| Huang En-tien | 1 méteres műugrás | 189.75    | 36        |                   |                   | Nem jutott tovább | Nem jutott tovább |
| Huang En-tien | 3 méteres műugrás | 229.20    | 26        | Nem jutott tovább | Nem jutott tovább | Nem jutott tovább | Nem jutott tovább |

## Úszás
Férfi
| Versenyző     | Verseny                   | Selejtező | Selejtező | Elődöntő          | Elődöntő          | Döntő             | Döntő             |
| Versenyző     | Verseny                   | Idő       | Helyezés  | Idő               | Helyezés          | Idő               | Helyezés          |
| ------------- | ------------------------- | --------- | --------- | ----------------- | ----------------- | ----------------- | ----------------- |
| Hsu Chi-chieh | 200 méteres pillangóúszás | 2:01.49   | 28        | Nem jutott tovább | Nem jutott tovább | Nem jutott tovább | Nem jutott tovább |
| Wang Yu-lian  | 100 méteres gyorsúszás    | 51.70     | 44        | Nem jutott tovább | Nem jutott tovább | Nem jutott tovább | Nem jutott tovább |
| Wang Yu-lian  | 200 méteres gyorsúszás    | 1:52.10   | 45        | Nem jutott tovább | Nem jutott tovább | Nem jutott tovább | Nem jutott tovább |

Női
| Versenyző      | Verseny                   | Selejtező | Selejtező | Elődöntő          | Elődöntő          | Döntő             | Döntő             |
| Versenyző      | Verseny                   | Idő       | Helyezés  | Idő               | Helyezés          | Idő               | Helyezés          |
| -------------- | ------------------------- | --------- | --------- | ----------------- | ----------------- | ----------------- | ----------------- |
| Chen I-chuan   | 50 méteres mellúszás      | 33.39     | =50       | Nem jutott tovább | Nem jutott tovább | Nem jutott tovább | Nem jutott tovább |
| Chen I-chuan   | 100 méteres mellúszás     | 1:13.25   | 46        | Nem jutott tovább | Nem jutott tovább | Nem jutott tovább | Nem jutott tovább |
| Cheng Wan-jung | 100 méteres pillangóúszás | 1:01.61   | 34        | Nem jutott tovább | Nem jutott tovább | Nem jutott tovább | Nem jutott tovább |
| Cheng Wan-jung | 200 méteres vegyesúszás   | 2:18.47   | 34        | Nem jutott tovább | Nem jutott tovább | Nem jutott tovább | Nem jutott tovább |